# Law of the Land
"Law of the Land" is een single van de Amerikaanse soul- en R&B-groep The Temptations. Het nummer was, na "Masterpiece", "Plastic Man" en "Hey Girl (I Like Your Style)", de vierde en laatste single die uitgebracht werd van het album "Masterpiece". Van dat album was "Law Of The Land" het enige nummer dat op single in het Verenigd Koninkrijk uitgebracht werd. Daarentegen was het ook de enige van de singles van "Masterpiece" die niet in de Verenigde Staten op de markt verscheen. "Law Of The Land" wist net niet de top 40 in het Verenigd Koninkrijk te bereiken. Het nummer haalde namelijk als hoogste notering de #41 positie.
Zoals alle nummers van het album "Masterpiece" was "Law Of The Land" zowel geschreven als geproduceerd door Norman Whitfield. De arrangeur van het nummer was Paul Riser. Hij was tevens de dirigent van het orkest dat meespeelde tijdens de opnames. De boodschap van het nummer lijkt veel op die van een nummer van The Temptations uit 1969, "Don't Let The Joneses Get You Down". Het gaat erom dat mensen voor- en tegenspoed te verduren krijgen en dat ze daarmee op een goede manier moeten leren leven, want dat is nou eenmaal de wet. Naast dat de boodschap vergelijkbaar is, is ook de stijl waarin "Law Of The Land" geschreven is hetzelfde. Beide nummers zijn in psychedelic soul geschreven. Wat onder andere wel anders is tussen de nummers, is dat baszanger Melvin Franklin geen enkele regel lead zingt. Dit deed hij in "Don't Let The Joneses Get You Down" wel net als in veel van de andere psychedelic soul nummers van de groep.
De B-kant van "Law Of The Land" is het nummer "Run Charlie Run". In tegenstelling tot de A-kant was dit nummer niet afkomstig van "Masterpiece", maar van het album "All Directions". Het was overigens een berucht nummer, omdat The Temptations in een blank accent "The niggers are coming" herhaaldelijk moesten roepen. Daarom wilde ze het nummer eigenlijk niet opnemen, maar ze werden gedwongen door producer Norman Whitfield. Het hoesje van de single was overigens ook apart. Op dat hoesje zijn Dennis Edwards, Melvin Franklin, Otis Williams, Paul Williams en Eddie Kendricks te zien. Dit klopt niet met degenen die te horen zijn op de single en toentertijd deel uitmaakten van The Temptations. Kendricks en Paul Williams hadden de groep al twee jaar eerder verlaten en waren vervangen door Damon Harris en Richard Street.
"Law Of The Land" zou een jaar later, in 1974, gecoverd worden door een andere groep die bij Motown onder contract stond, The Undisputed Truth. Zij hebben wel vaker nummers van The Temptations opnieuw opgenomen, waaronder "Ball Of Confusion (That's What The World Is Today)" en "Ungena Za Ulimwengu (Unite The World)". Daar tegenover staat dat The Temptations ook "Papa Was A Rollin' Stone" van hun heropnamen.

## Bezetting
- Lead: Richard Street, Damon Harris en Dennis Edwards
- Achtergrond: Melvin Franklin, Damon Harris, Richard Street, Otis Williams en Dennis Edwards
- Instrumentatie: The Funk Brothers
- Schrijver: Norman Whitfield
- Producer: Norman Whitfield
- Arrangeur: Paul Riser